# Biblioteca Pública Joliet
La biblioteca Pública Joliet es el sistema de bibliotecas públicas al servicio de la ciudad de Joliet, Illinois. Fue fundada el 7 de marzo de 1876 con 750 libros donados, mientras que Akin Charlotte fue el primer bibliotecario. La mayoría de los 300 000 elementos de la colección se encuentran en el centro de Joliet, en el lugar principal, en un edificio diseñado en 1903 por Daniel H. Burnham. El 19 de abril de 1989, la biblioteca fue atacada con bombas incendiarias.

## Atentado
El 19 de abril de 1989, la biblioteca Pública de Joliet sufrió un atentado, donde se destruyó gran parte de la sección infantil. El cierre de la biblioteca entera duró 9 días, y el cierre de la sección de niños durante varios meses.